# Kwintessens (tijdschrift)
Kwintessens was een driemaandelijks Vlaams tijdschrift over design en mode, waarvan het eerste nummer verscheen in 1992. Het tijdschrift is een productie van Design Vlaanderen in samenwerking met Flanders Fashion Institute. Elk nummer was gewijd aan een ander thema en vormgegeven door een andere grafisch ontwerper. Het tijdschrift berichtte over de stand van zaken in het design- en modedomein in Vlaanderen, maar ook ver daarbuiten. Het tijdschrift werd na 25 jaargangen stopgezet, het laatste nummer verscheen in het najaar van 2016.